# Zoom (Lil' Boosie)
Zoom è il singolo di debutto del rapper Lil' Boosie, estratto dall album Bad Azz. È realizzato con Yung Joc.

## Informazioni
La canzone campiona Buy U a Drank (Shawty Snappin') di T-Pain. Ha debuttato nella Billboard Hot 100 alla posizione n.78, dopo essere rimasta per settimane sotto la n.100.
Il video musicale è stato largamente trasmesso su BET ed è arrivato alla numero 1 della 106 & Park.
La base della canzone è stata utilizzata da altri artisti quali Chamillionaire (in Mixtape Messiah 2) e Lil' Wayne.

## Posizioni in classifica
| Classifica            | Posizione massima |
| --------------------- | ----------------- |
| Billboard Hot 100     | 61                |
| Hot R&B/Hip Hop Songs | 25                |
| Hot Rap Tracks        | 14                |
| Pop 100               | 92                |